# Dagebøl
Dagebøl (dansk), Dagebüll (tysk) eller Doogebel (nordfrisisk) er en landsby og kommune beliggende ved den nordfrisiske kyst i det nordvestlige Sydslesvig. Administrativt hører kommunen under Nordfrislands kreds i den nordtyske delstat Slesvig-Holsten. Kommunen samarbejder på administrativt plan med andre kommuner i omegnen i Sydtønder kommunefællesskab (Amt Südtondern). Kommunen strækker sig over Dagebøl, Fartoft og Risum sogne. De tre sogne lå i Bøking Herred (Tønder Amt, Sønderjylland), da området tilhørte Danmark.
Fra Dagebøl er der færger til øerne Før og Amrum. Ved havnemolens fyr viser en søjle vandstanden ved den store stormflod i 1962. Fra havnemolen kan i klart vejr ses husene i Vyk på Før. Der findes også en jernbaneforbindelse til Nibøl. Byen er meget turistpræget.

## Historie
Halvøen Dagebøl er et tidligere hallig, som nu er en del af fastlandet. Den nuværende kommune blev dannet i 1978 ved en sammenlægning af Dagebøl, Fartoft (nordfrisisk: Foortuft, tysk: Fahretoft), Juliane-Marie Kog og Vejgaard (nordfrisisk: Waiguurd; tysk: Waygaard).
Missionæren Christian Jensen kom fra Dagebøl.

## Kirker
Kommunens to landsbyer har hver sin kirke. Dagebøls kirke (Sankt Dionysius Kirke) er bygget i 1731 på et højt varft i Dagebøls kog. I kirkens indre findes et bemalet træbjælkeloft med skildringer fra lidelseshistorien. Blandt det ældre inventar kan blandt andet nævnes altertavlen og prædikestolen fra kirkens opførelse i 1700-tallet.
Fartofts kirke (Sankt Laurentius Kirke) er fra 1703. Under den gottorpske hertug Frederik 4. er kirkebygningen blevet ombygget. Den tårnløse kirke har siden 1854 en klokkestabel ved siden af selve kirken. Kirken omgives af en kirkegård.

## Galleri
- Dagebøl Færgehavn
- En kombineret tog- og gade-støpe ved Dagebøl havn